# Suzukiana sikkima
Suzukiana sikkima är en fjärilsart som beskrevs av Moore 1865. Suzukiana sikkima ingår i släktet Suzukiana och familjen tandspinnare. Inga underarter finns listade i Catalogue of Life.